# Lluís Companys
Lluís Companys i Jover (Tarròs, 21 juni 1882 – Barcelona, 15 oktober 1940) was een Catalaans politicus.

## Studententijd en vroege carrière
Lluís Companys studeerde rechten in Madrid en richtte tijdens zijn studententijd een republikeinse vakbond op die met de anarchistische vakbond Confederación Nacional del Trabajo (CNT) samenwerkte. Sinds 1910 schreef hij artikelen voor de linkse krant La Forja en sinds 1912 voor de krant La Publicidad. Samen met Francesc Layret en Marcelino Domingo stichtte hij de krant La Lucha.

## Catalaans nationalist
Companys werd in 1920 voor het eerst gearresteerd voor zijn linkse en Catalaans-nationalistische activiteiten en op het kasteel La Mola (in Maó op de Balearen) opgesloten. Na zijn vrijlating in 1921 was hij een van de oprichters van de republikeinse en nationalistische Catalaanse partij Unió de Rabassaires.
De steeds sterker wordende separatistische neigingen in Catalonië waren een van de redenen van de staatsgreep van generaal Miguel Primo de Rivera, de kapitein-generaal van Barcelona. De nieuwe dictator verbood alle politieke partijen. Companys en de zijnen weigerden zich hierbij neer te leggen en Companys zat tijdens de dictatuur van Primo de Rivera meerdere malen in de gevangenis.

## President van de Generalitat
In 1930 trad Primo de Rivera af en in april 1931 werden er gemeenteraadsverkiezingen gehouden die door de republikeinen en socialisten waren gewonnen. De kort voor de verkiezingen opgerichte Esquerra Republicana de Catalunya (ERC), waar ook Companys toe behoorde, had de gemeenteraadsverkiezingen in de Catalaanse steden gewonnen. Companys werd lid van de gemeenteraad van Barcelona en kort daarop burger-gouverneur van die stad. Kort na de gemeenteraadsverkiezingen verliet koning Alfonso XIII Spanje en werd de republiek uitgeroepen. Op 14 april 1931 riep de voorman van de ERC, kolonel Francesc Macià de "Catalaanse Republiek binnen de Iberische (Spaanse) federatie" uit. Het jaar daarop erkende de Cortes Generales (parlement) de autonomie van de Catalaanse republiek en werd Companys voorzitter van het Catalaanse parlement.
In 1933 werd Lluís Companys gekozen tot voorzitter van de ERC en na het overlijden van Macià (1934), volgde Companys hem op als president van de Generalitat, de regering van Catalonië.

## Opstand van 1934
In oktober 1934 nam de Spaanse regering de centrumrechtse CEDA op in de regering. Dit leidde in heel Spanje tot stakingen en opstanden. De Catalaanse regering maakte van deze onrust gebruik door de volledige onafhankelijkheid van Catalonië (6 oktober) uit te roepen. Het Spaanse leger onderdrukte het separatisme in Catalonië en de leden van de Generalitat (regering), evenals andere Catalaanse nationalisten, werden gearresteerd. Tijdens zijn proces werd Companys veroordeeld tot 30 jaar gevangenisstraf.
De verkiezingen van februari 1936 werden gewonnen door het linkse Volksfront, waar ook de ERC toebehoorde. Een van de eerste maatregelen van de Volksfrontregering van de nieuwe premier Manuel Azaña was een algemene amnestie voor de leiders van de opstand van 1934. Companys kwam vrij en werd opnieuw president van de Generalitat van Catalonië en de Catalaanse autonomie werd hersteld.

## Tijdens de Spaanse Burgeroorlog
Op 17 juli 1936 brak de Spaanse Burgeroorlog uit. De Generalitat koos de zijde van de republikeinse regering in Madrid. Op 19 juli 1936 kwamen de Spaanse nationalisten (dit waren de tegenstanders van de Catalaanse nationalisten en de republikeinen) in Barcelona in opstand. De republikeinen wisten dit oproer in de kiem te smoren, dit mede dankzij de anarchistische CNT, die direct na de onderdrukking van de opstand het Antifascistische Comité van de Milities hadden opgericht. Dit Antifascistisch Comité werd door Companys - zij het met tegenzin - erkend als een regeringscollege. De werkelijke macht lag nu bij het Antifascistisch Comité. In het comité werden naast anarchisten ook leden van de communistische/trotskistische POUM, de communistische PSUC, de sociaaldemocratische vakbond UGT en de ERC toegelaten.
Companys probeerde de eenheid in Catalonië te bewaren, maar eind 1936 eiste de Russische consul in Barcelona het aftreden van de POUM-ministers. Aanvankelijk weigerde Companys, maar omdat de Sovjets dreigden de militaire en economische steun aan Catalonië te zullen staken, ging Companys schoorvoetend akkoord.
In april 1937 vormde Companys een nieuwe regering, waarin ook anarchisten van de CNT en FAI zitting namen, alsmede linkse republikeinen (ERC), PSUC-leden en sociaaldemocraten (PSOE). In mei 1937 kwamen de POUM en CNT-aanhangers in opstand, maar werden na bloedige gevechten verslagen door de republikeinse Guardia de Asalto. Nadien werden de anarchisten uit de Catalaanse regering gezet en de POUM verboden. De CNT-ministers werden door communisten van de PSUC vervangen. De positie van de communisten in Catalonië was nu oppermachtig en de laatste macht die Companys had, werd hem ontnomen.

## Terechtstelling

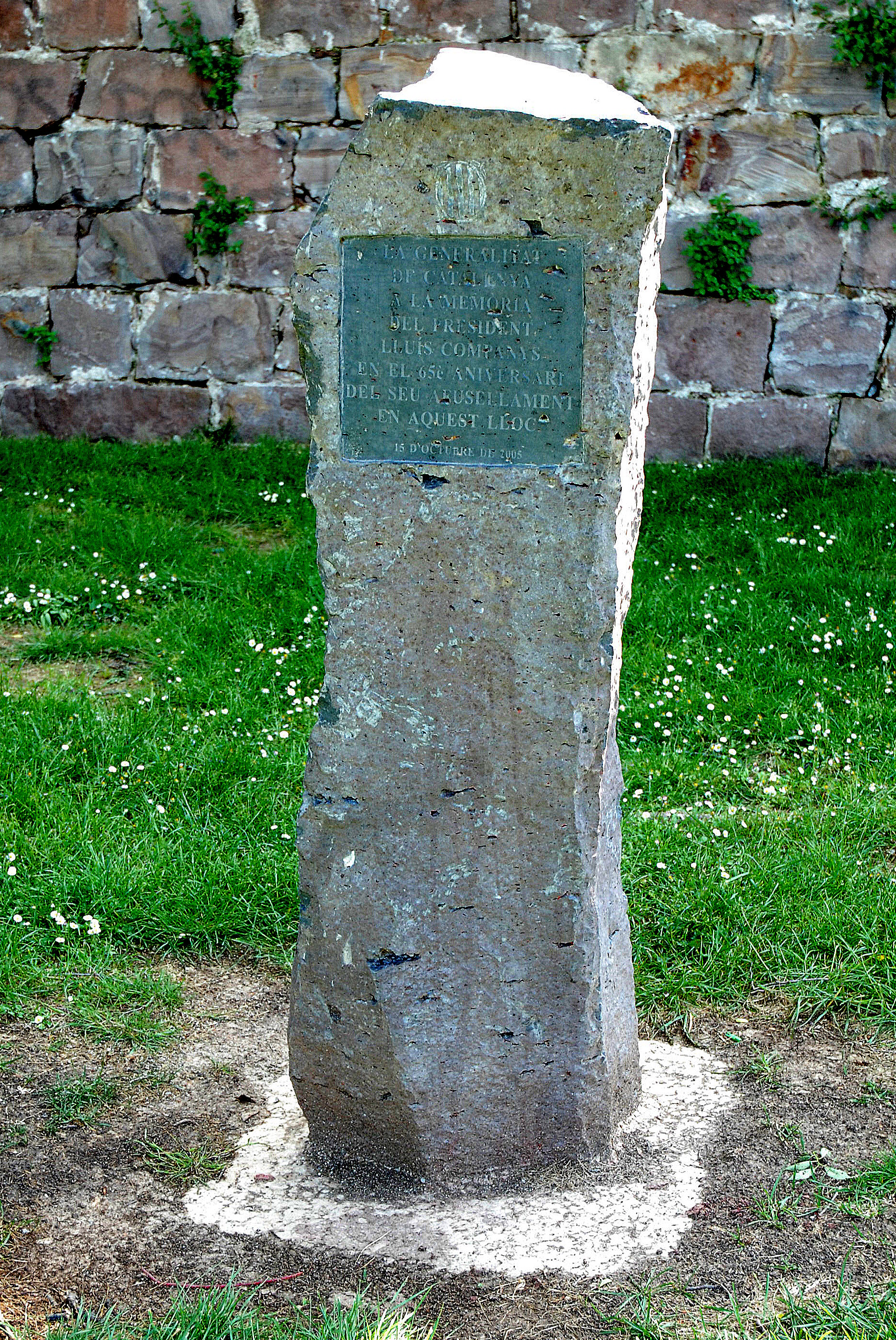
Terechtstellingsplaats van Lluís Companys in de slotgracht van het fort Montjuïc

Op 26 januari 1939 viel Barcelona in handen van Franco's nationalisten en Companys en zijn regering vluchtten naar Frankrijk. Tijdens het begin van de Tweede Wereldoorlog in Frankrijk werd Companys door de Gestapo gearresteerd en aan Franco uitgeleverd. Na een kort proces werd Companys op 15 oktober 1940 in Barcelona, in de slotgracht van het kasteel van Montjuïc, geëxecuteerd.
- Biblioteca Nacional de España: XX1165942
- Bibliothèque nationale de France: cb12387142h (data)
- Catàleg d'autoritats de noms i títols de Catalunya: 981058511666206706
- Gemeinsame Normdatei: 118669842
- International Standard Name Identifier: 0000 0001 0909 8292
- Library of Congress Control Number: n50031891
- Nationale Bibliotheek van Israël: 987007280292705171
- SNAC: w6z6863f
- Système universitaire de documentation: 032942249
- Virtual International Authority File: 64801321
- WorldCat: E39PBJwmQXxHdTprGWfpyB9qwC